# 파천초등학교
파천초등학교는 대한민국 경상북도 청송군 파천면 관리에 위치한 공립 초등학교이다.

## 연혁
- 1935년 10월 1일 파천공립보통학교 개교
- 1938년 4월 1일 파천공립심상소학교 개편[1]
- 1941년 4월 1일 파천공립국민학교 개편[2]
- 일자미상 파천국민학교 개편
- 일자미상 파천국민학교 지경분교 설립 인가
- 1946년 9월 1일 지경분교장 개교
- 1946년 9월 10일 파천국민학교 송강분교 설립 인가 및 개교
- 1947년 4월 17일 송강분교 송강국민학교 승격 분리
- 1949년 3월 31일 지경분교 국민학교 승격 인가
- 1949년 4월 6일 지경분교 지경국민학교 승격 분리
- 1963년 4월 30일 파천국민학교 중평분교 설립 인가
- 1963년 5월 25일 중평분교장 개교
- 1969년 3월 1일 중평분교 중평국민학교 승격 분리
- 1983년 3월 1일 병설유치원 개원
- 1992년 9월 1일 지경국민학교 폐교 및 본교 통폐합
- 1993년 3월 1일 중평국민학교 분교장 격하 편입
- 1995년 3월 1일 중평분교장 폐교 및 본교 통폐합
- 1996년 3월 1일 파천초등학교 개편[3]
- 1998년 3월 1일 송강초등학교 폐교 및 본교 통폐합
- 2019년 2월 13일 제81회 졸업(총 졸업생수 3,248명)
- 2020년 3월 1일 제34대 박상렬 교장 부임

## 학교 상징
- 교화(校花) - 장미(장미과 낙엽 활엽관목) : 꽃이 아름답고, 향기가 화려하다. 깨끗함을 마음속에 간직하고, 성실한 태도로 학교 생활하는 파천의 어린이를 상징한다.
- 교목(校木) - 느티나무(느릅나무과 낙엽 활엽교목) : 느릅나무과 낙엽 활엽교목 병충해에 강하고 잘자라 예로부터 마을을 지키는 당산목 역할을 하였다. 굳세고 강직하여 모든일에 끈기있게 스스로 개척하는 파천의 어린이들을 상징한다.

## 참고 자료
- 파천초등학교 - 한국교육학술정보원 학교알리미